# تشيغنولو ديسولا
تشيغنولو ديسولا هي كومونا في مقاطعة بيرغامو في منطقة لومبارديا الإيطالية، وتقع على بعد حوالي 35 كيلومترا (22 ميلا) شمال شرق ميلانو وحوالي 12 كيلومترا (7 أميال) جنوب غرب بيرغامو. اعتبارا من 31 ديسمبر 2004، بلغ عدد سكانها 2849 نسمة وتبلغ مساحتها 503 كيلومتر مربع(2 ميل مربع).

## نبذة
تحد تشيغنولو ديسولا المحافظات التالية: بوناتي سوبرا، بوناتي سوتو، بوتانوكو، مادون، ميدولاغو، سويسيو، ترنو ديسولا. في إقليم تشيغنولو ديسولا في 26 فبراير 2010، تم العثور على جثة يارا غامبيراسيو.